# 마르케 공과대학교
마르케 공과대학교(이탈리아어: Università Politecnica delle Marche)는 이탈리아 안코나에 있는 공립 대학교이다.

## 같이 보기
- 국제 의학 입학 시험
- 밀라노 공과대학교
- 공과대학교